# Благовещенка (Северо-Казахстанская область)
Благовещенка (каз. Благовещенка) — село в Жамбылском районе Северо-Казахстанской области Казахстана. Административный центр Благовещенского сельского округа.

## География
Находится примерно в 32 км к юго-юго-западу (SSW) от села Пресновка, административного центра района, на высоте 158 метров над уровнем моря. Код КАТО — 594637100. В 6 км к северо-западу от села находится озеро Улькенколь, в 7 км к юго-западу находится озеро Сатыбалды, в 9 км к западу — Алкасор.

## История
Основано в 1892 году. Имеются маслозавод, мастерская по ремонту машин и тракторов.
Село Благовещенское основано в 1897 г. на участке Джеке-Куль. В 1901 г. выстроена церковь. В 1901 г. открыта школа.

## Население
В 1999 году численность населения села составляла 3603 человека (1815 мужчин и 1788 женщин). По данным переписи 2009 года, в селе проживало 3106 человек (1516 мужчин и 1590 женщин).